# Ligne de Cernay à Sewen
 (août 2025).
Si vous disposez d'ouvrages ou d'articles de référence ou si vous connaissez des sites web de qualité traitant du thème abordé ici, merci de compléter l'article en donnant les références utiles à sa vérifiabilité et en les liant à la section « Notes et références ».
La ligne de Cernay à Sewen, parfois appelée « ligne de la vallée de la Doller », est une ligne de chemin de fer française du Haut-Rhin. Elle reliait les gares de Cernay et de Sewen, en passant par Sentheim. Aujourd'hui la section de Sentheim à Sewen est déclassée et déposée. La section restante, de Cernay à Sentheim, d'une longueur d'environ 13 km, est utilisée comme chemin de fer touristique par l'association Train Thur Doller Alsace qui organise la circulation du train touristique du même nom.
Elle constituait la ligne n°131 000 du réseau ferré national.
Dans l'ancienne nomenclature de la région Est de la SNCF, elle était numérotée « ligne 32.5 » et désignée en tant que « Ligne Sewen – Cernay (Mulhouse) ».
La ligne est désormais la propriété des communautés de communes de Thann-Cernay et de la vallée de la Doller et du Soultzbach et ne fait plus partie du réseau ferré national.

## Historique
Cette ligne a été concédée à la Compagnie des chemins de fer de l'Est par la signature, le 1er mai 1863, d'une convention entre le ministre des Travaux publics et la compagnie. Cette convention est approuvée par décret impérial le 11 juin 1863, (ligne de Belfort à Guebwiller par Cernay et Sentheim qui n'a jamais été construite dans sa totalité).
La section de Cernay à Sentheim est inaugurée par la compagnie précédente le 30 juin 1869. À la suite de l'annexion de l'Alsace-Lorraine par l'Empire allemand, la ligne est exploitée par la Direction générale impériale des chemins de fer d'Alsace-Lorraine (« Kaiserliche General Direktion der Eisenbahnen in Elsass-Lothringen ») à partir de 1871.
Cette administration a prolongé la ligne jusqu'à Masevaux le 1er septembre 1884 et jusqu'à Sewen le 1er août 1901.
À partir de 1919, elle est exploitée par l'Administration des chemins de fer d'Alsace-Lorraine (AL). Le 1er janvier 1938, elle est transférée à la SNCF à la suite de la nationalisation.
La ligne est fermée au service des voyageurs le 29 mai 1967 puis au service des marchandises le 3 avril 1972.
La section de Sentheim à Sewen (PK 13,900 à 27,650) est déclassée le 26 juillet 1973 suivie par la section de Cernay à Sentheim (PK 0,570 à 13,900) le 18 février 1976.
Depuis 1976, la section de Cernay-Saint-André à Sentheim voit circuler un train touristique : le Train Thur Doller Alsace.
La section de ligne entre Sentheim et Sewen a été déposée et la plate forme transformée en piste cyclable. Un court tronçon a également été déposé au niveau du PK 1,4 (ancien passage à niveau n°2 de la route nationale 66 qui a été remplacé par un rond-point).
Il en résulte que la ligne est désormais "coupée" du reste du réseau ferré national, les trains de l'association Train Thur Doller Alsace prêtés à d'autres activités touristiques doivent transiter par la route malgré leur autorisation de circuler sur le RFN. L'association TTDA souhaiterait remettre ce court tronçon en service afin d'organiser les départs directement depuis la gare de Cernay.
La section de ligne restante, cédée par le conseil général du Haut-Rhin, appartient depuis 2012 aux communautés de communes de Thann-Cernay et de la vallée de la Doller et du Soultzbach, son entretien étant délégué à l'association TTDA.

## Superstructure

### Gares
La ligne comportait 12 gares (13 avec la gare de Cernay centre) lors de sa pleine exploitation.
Actuellement, seules la halte de Cernay-Saint-André et la gare de Sentheim sont utilisées comme arrêts du Train Thur Doller Alsace. La gare de Burnhaupt-le-Haut est utilisée comme atelier-dépôt des trains touristiques, et des arrêts y sont effectués ponctuellement pour certaines visites (lors des Journées européennes du patrimoine par exemple).
Sur la section de ligne aujourd'hui déposée, les gares de Lauw et Niederbruck ont été détruites, les gares de Masevaux et de Oberbruck-Dolleren sont désormais des casernes de pompiers, celle de Sewen est utilisée comme salle polyvalente, celle de Kirchberg-Wegscheid a été transformée en restaurant, et celle de Sickert a été laissée en l'état.